# Sam Evans
Sam Evans est un personnage de fiction de la série télévisée américaine Glee, interprété par Chord Overstreet et doublé en français par Antoine Schoumsky. Il apparaît dans le premier épisode de la saison 2. Sam a été développé par les créateurs de Glee, Ryan Murphy, Brad Falchuk et Ian Brennan.

## Biographie fictive
Sam Evans a un petit frère, Stevie, et une petite sœur, Stacy. En raison de la crise économique et du renvoi de son père, sa famille est forcée de vivre dans une chambre de motel. Nouvel étudiant au lycée, Sam cherche à se rendre au plus vite populaire et entre dans l'équipe de football, dont le quarterback est Finn Hudson. Un jour, dans les douches des vestiaires, Finn entend Sam chanter et lui propose d'intégrer le Glee Club afin de mettre à profit son talent. Sam accepte avec joie, mais hésite par la suite lorsqu'il apprend qu'être au Glee Club est mal vu par les autres élèves. C'est Finn qui parvient à le convaincre d'intégrer New Directions. Il tombe amoureux de la pom-pom girl Quinn Fabray, et dans l'épisode Duets, les deux interprètent la chanson Lucky de Jason Mraz et Colbie Caillat, et remportent le duo. À la suite de cette victoire, ils se rendent tous les deux au restaurant. C'est là que commence leur relation. Cependant, Quinn le trompe avec son ex-petit ami Finn Hudson, et bien qu'elle ait décidé de rester avec Sam, ce dernier l'apprend par une autre pom-pom girl, Santana Lopez, et Sam rompt avec Quinn.
Sam est dyslexique. Tout au long de la série, son côté assez naïf et tête en l'air est mis en avant par lui-même et par ses amis. Il se révèle être un vrai compétiteur (il aimerait devenir quaterback à la place de Finn) et une personne digne de confiance. C'est aussi un grand fan de Justin Bieber, à qui il rend hommage en interprétant deux de ses chansons (Baby pour Quinn et Somebody to Love avec Artie Abrams, Noah Puckerman et Mike Chang) dans le treizième épisode de la saison 2. Il est également, selon certaines filles, l'un des plus beaux garçons du lycée McKinley. Ce sera dans le tout dernier épisode "New York" qu'on le verra avec Mercedes Jones se tenant la main au café après avoir vu Blaine Anderson et Kurt Hummel. 
On apprend lors du premier épisode de la troisième saison qu'il est parti hors du pays. Il fera son retour au cours de cette même saison dans le huitième épisode Hold On To The Sixteen. Au cours de cet épisode, son retour crée des frictions entre Mercedes Jones et son petit ami Shane. Sam finira par embrasser Mercedes dans l'épisode Michael, mais celle-ci regrettera son geste plus tard, s'en voulant d'avoir blessé Shane. Mercedes quitte alors ce dernier, mais refuse de se remettre en couple avec Sam, par culpabilité (Dance with somebody). Toutefois, leur romance ne s'arrête pas là. Sam encourage Mercedes à poursuivre ses rêves de gloire : il filme notamment son interprétation de Disco Inferno, dans l'épisode Saturday Night Glee-ver, et publie la vidéo sur YouTube, ce qui permet à la jeune fille d'être repérée par un producteur. Par ailleurs, dans l'épisode Prom-asaurus Sam semble accompagner Mercedes au bal de fin d'année.

## Interprétations

### Saison 2
C'est lors de cette saison que le personnage de Sam fait son apparition. Il est d'abord repéré par Finn, alors que les New Direction interprètent Empire state of mind puis dans les vestiaires, quand Sam chante sous la douche. Cela rappelle la manière dont Finn a été repéré par Mr. Schuester dans la première saison. Il auditionne en chantant Billionaire avec les garçons du Glee Club puis ne vient pas à la répétition de peur d'être persécuté et d'avoir une réputation minable. Il prend la place de Finn en tant que quaterback de l'équipe de foot quand celui-ci se fait virer par le coach Beiste. Mais Finn va reprendre sa place quand Sam va se casser l'épaule (c'est d'ailleurs l'un des souhaits que Finn fait à son croque messie). Sam va tomber sous le charme de Quinn, ils vont sortir ensemble malgré le fait que Quinn le repousse au départ. Ils gagnent le duel de duos en interprétant Lucky. Leur premier rendez-vous est au Breadstix. Ils sortiront ensemble pendant quelques (à peu près 5) mois, mais Quinn va embrasser Finn et à cause de Santana, ils vont avoir la mononucléose ce qui va prouver à Sam que Quinn l'a trompé. Il va donc finir par rompre avec elle. Il va ensuite sortir avec Santana, même s'il aime toujours Quinn.

#### Solo
- Every Rose Has Its Thorn (Poison)

#### Duo, Trio, Quatuor
- Billionaire (Travis McCoy feat. Bruno Mars)  - Avec Artie Abrams et Noah Puckerman
- Lucky (Jason Mraz et Colbie Caillat)  - Avec Quinn Fabray
- (I've Had) The Time of My Life (Bill Medley et Jennifer Warnes dans Dirty Dancing)  - Avec Quinn Fabray
- Baby (Justin Bieber)  - Avec Artie Abrams
- Somebody to Love (Justin Bieber)  - Avec Noah Puckerman, Mike Chang et Artie Abrams
- Don't Stop (Fleetwood Mac)  avec Quinn Fabray, Finn Hudson, Rachel Berry
- Friday (Rebecca Black)  - Avec Artie Abrams et Noah Puckerman
- Bella Notte (La Belle et le Clochard)  - Avec Noah Puckerman, Mike Chang et Artie Abrams

### Saison 3
Avec l'aide de Rachel et Finn, Sam revient à McKinley pour aider les New Directions à gagner les sélections communales. Il se rend compte que Mercedes, qu'il aime toujours, a un nouveau petit ami. Il décide de la reconquérir et il l'embrassera quelque temps plus tard dans l'épisode spécial Michael Jackson sur la chanson "Human Nature". Ils iront au bal de promo 2012 ensemble.

#### Solo
- Red Solo Cup (Toby Keith)  - Avec les New Directions
- Bamboleo/Hero (Gipsy Kings/Enrique Iglesias)  - Avec les garçons des New Directions

#### Duo, Trio, Quatuor
- Man in the Mirror (Michael Jackson)  - Avec Finn Hudson, Artie Abrams, Noah Puckerman et Blaine Anderson
- We are Young (Fun)  - Avec Rachel Berry, Finn Hudson, Quinn Fabray
- Summer Nights (Grease)  - Avec Mercedes Jones
- Human Nature (Michael Jackson)  - Avec Mercedes Jones
- Stereo Hearts (Gym Class Heroes ft. Adam Levine)  - Avec Joe Hart, Mercedes Jones et Quinn Fabray (The God Squad)
- Cherish/Cherish (Madonna/The Association)  - Avec Quinn Fabray, Joe Hart et Mercedes Jones (The God Squad)
- What Makes You Beautiful (One Direction) avec Artie Abrams, Rory Flanagan, Mike Chang et Joe Hart